# Koenigsegg Jesko
Koenigsegg Jesko — спортивний супер автомобіль від шведського виробника автомобілів Koenigsegg, названий на честь Єсько фон Конігсегга, батька Крістіана фон Кенігсегга. Передбачається побудова 125 примірників. Виробництво Koenigsegg Jesko розпочалось в 2022 році. Jesko став наступником Agera.

## Опис

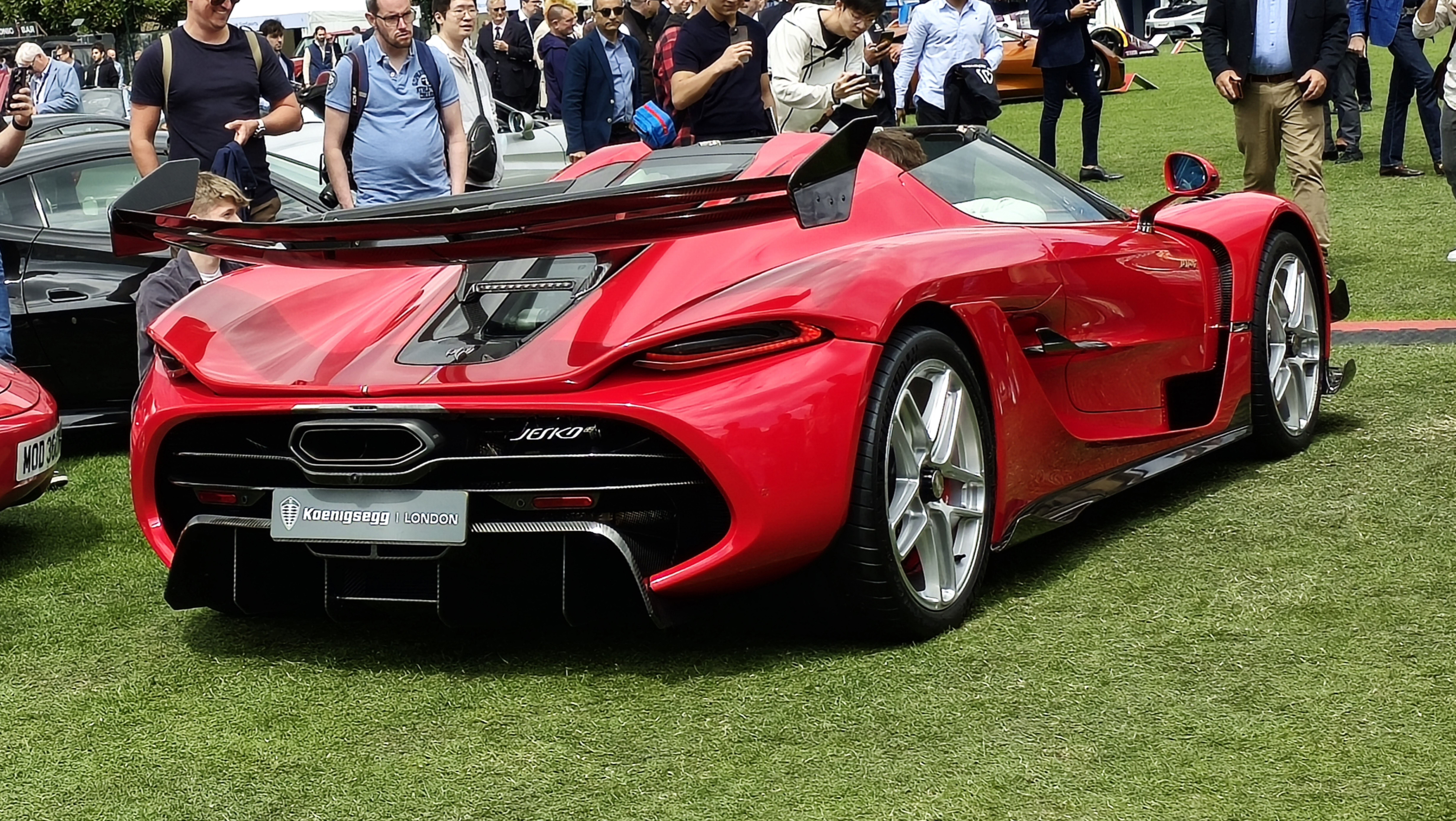

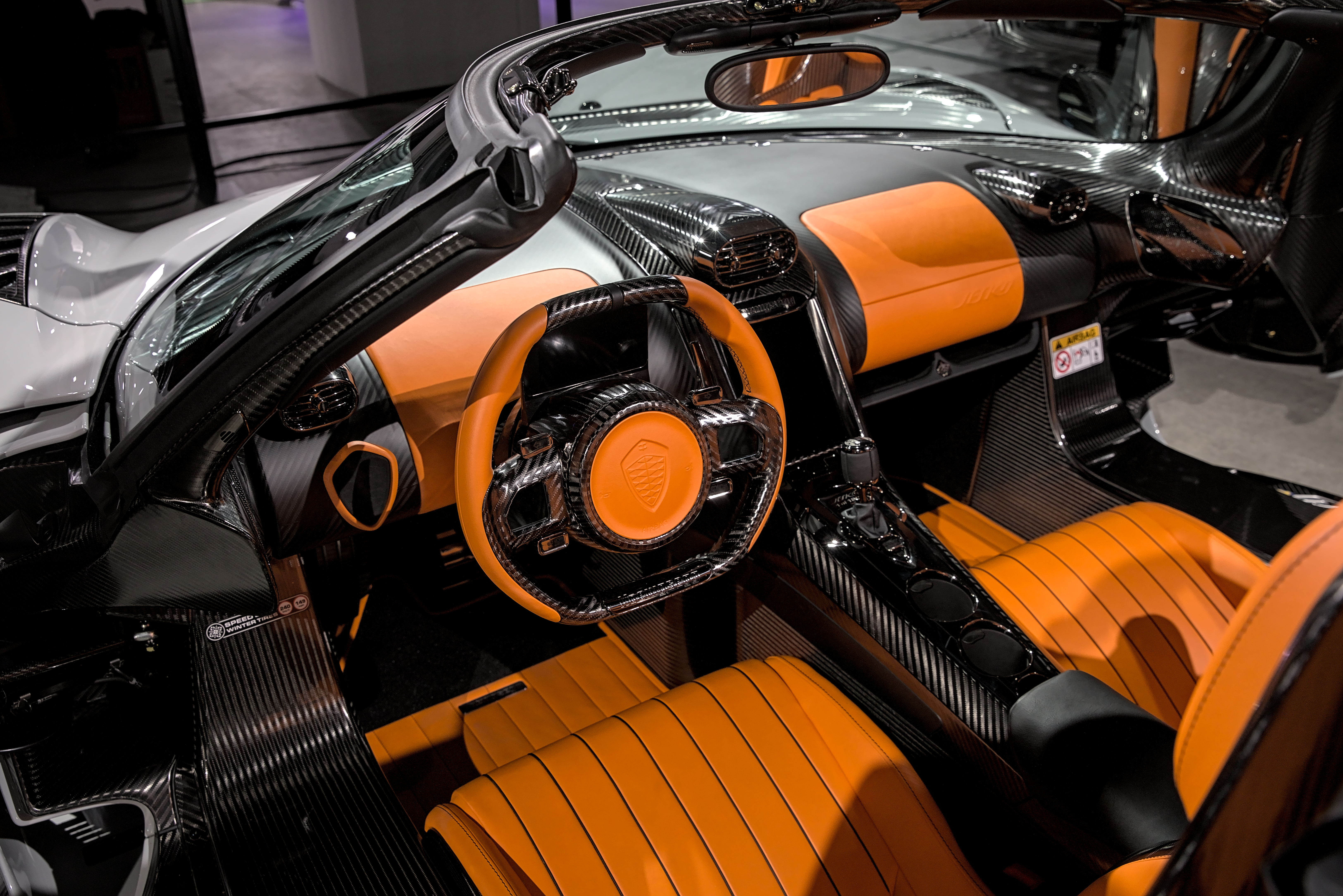

Koenigsegg Jesko був представлений вперше в березні 2019 року на автосалоні в Женеві. На відміну від своїх попередніх моделей, Jesko буде пропонуватися по всьому світу.
Кажуть, що автомобіль досягає швидкості понад 480 км/год (300 миль/год). Це має встановити новий рекорд швидкості та замінити Koenigsegg Agera RS як найшвидший серійний автомобіль у світі. Висока аеродинамічна потужність повинна гарантувати точну керованість. Ціна складе 2,8 млн євро. Незадовго до закінчення Женевського автосалону 2019 року повідомлялося, що всі 125 примірників Jesko вже продані.
Двигун Koenigsegg Jesko — це подальша розробка 5,0-літрового двигуна V8, який використовується в Agera. Чотириклапанний двигун має такт 92 мм, отвір 95,95 мм і коефіцієнт стиснення 8,6:1. Вихід — 955 кВт (1298 к.с.) при нормальному бензині та 1195 кВт (1625 к.с.) 1500 Нм при 5100 об/хв з біопаливом E85. Модернізація двигуна Agera включає використання нового, плоского 180-градусного колінчастого вала, що дозволяє економити 5 кг та забезпечує максимальну швидкість двигуна між 8250 об/хв і 8500 об/хв. Активний гумовий підшипник Regera зменшує коливання двигуна в салоні. В парі з двигуном працює 9-ст. «робот» Light Speed Transmission (LST) з 7 зчепленнями, привід задній, з електроннокерованим диференціалом.

### Koenigsegg Jesko Attack

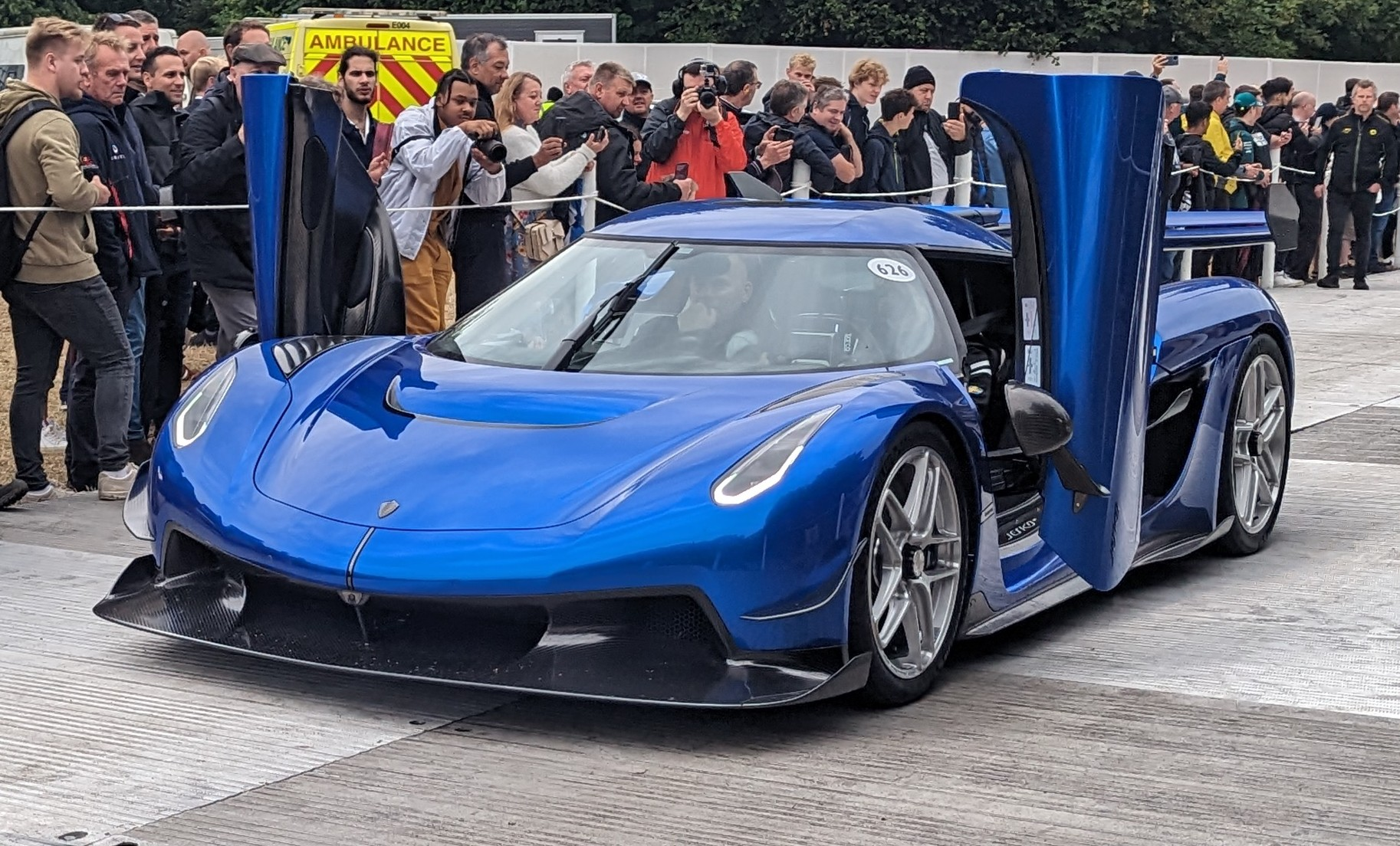
Koenigsegg Jesko Attack

Jesko Attack — це стандартна версія Jesko з високою притискною силою. Цей варіант має велике заднє крило та великий передній спліттер з вуглецевого волокна, який, як стверджує Koenigsegg, створює 800 кг притискної сили при 249 км/год, 1000 кг при 275 км/год і 1400 кг на максимальній швидкості.

### Koenigsegg Jesko Absolut

Koenigsegg Jesko Absolut

Представлений онлайн разом із Gemera 3 березня 2020 року, Jesko Absolut є високошвидкісною версією Jesko. Заднє крило на Jesko Attack замінено двома задніми плавниками, які дозволяють зменшити притискну силу з 1400 кг до 150 кг і коефіцієнт опору Cd=0,278. Передній розгалужувач і бічні крила зняті, а передні жалюзі стали більш гладкими, а задні колеса мають знімні кришки для стабільності на високій швидкості. Автомобіль також трохи подовжений із заднім розширенням, який додає 85 мм додаткової довжини. Двигун і трансмісія залишаються такими ж, як у Jesko Attack. 3000 годин було витрачено на аеродинамічний аналіз, а ще 5000 годин було витрачено на проектування та інженерні роботи Absolut. Ціна Absolut буде вищою, ніж Jesko, завдяки розробці, проведеній для зниження коефіцієнта опору. Як стверджує виробник, Jesko Absolut має максимальну швидкість понад 483 км/год (300 миль/год), а теоретична швидкість досягає від 330 миль/год (531 км/год) до 350 миль/год (563 км/год) за правильних умов.

## 9-ст. LST КПП
Передавальні числа 9-ст. LST КПП.
| Передача | Передавальне число |
| -------- | ------------------ |
| 1        | 4.7200:1           |
| 2        | 3.6441:1           |
| 3        | 2.8744:1           |
| 4        | 2.2500:1           |
| 5        | 1.7371:1           |
| 6        | 1.3702:1           |
| 7        | 1.0783:1           |
| 8        | 0.8325:1           |
| 9        | 0.6566:1           |